# Amphicoma riaultii
Amphicoma riaultii es una especie de coleóptero de la familia Glaphyridae.

## Distribución geográfica
Habita en Guizhou (China).